# Cannabicyclol
Cannabicyclol (CBL) ist einer der vielen Vertreter natürlich vorkommender Cannabinoide und besitzt keine psychoaktiven Wirkungen.  

## Vorkommen

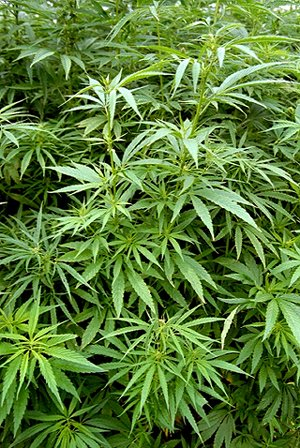
Hanf (Cannabis sativa)

CBL wurde bisher ausschließlich in Hanf (Cannabis sativa und Cannabis indica) entdeckt. Es ist ein Stoffwechselprodukt der Hanfpflanze und wird in Drüsen an der Oberfläche der Pflanze produziert (wie auch zum Beispiel Cannabinol).
CBL kann unter anderem entstehen, wenn Cannabichromen Licht ausgesetzt wird. Das Vorkommen von CBC ist bei Cannabis indica höher als bei Cannabis sativa.